# Serrat del Boixeguer
El Serrat del Boixeguer és un serrat del sector central de la Serra del Montsec, pertanyent als termes municipals d'Àger, a la Noguera, i de Sant Esteve de la Sarga, al Pallars Jussà.
Separa la Conca de Tremp, al Pallars Jussà, de la vall d'Àger, a la Noguera. Aquest serrat travessa el termenal: l'extrem sud-oest és a Àger, a lo Pedró, i el nord-est, a Sant Esteve de la Sarga, al Graller del Boixeguer. En el seu vessant nord-oest hi ha el Graller del Boixeguer.